# Cleruchus megatrichus
Cleruchus megatrichus is een vliesvleugelig insect uit de familie Mymaridae. De wetenschappelijke naam is voor het eerst geldig gepubliceerd in 1965 door Novicky.